# دانشگاه ایالتی کالیفرنیا در فولرتون
دانشگاه ایالتی کالیفرنیا در فولرتون (به انگلیسی: California State University, Fullerton) دومین دانشگاه ایالتی بزرگ در ایالت کالیفرنیاست. این دانشگاه در شهر فولرتون در شهرستان اورنج، کالیفرنیا ایالت کالیفرنیا قرار دارد.